# Абсолютний Тор
«Абсолютний Тор» (англ. «Ultimate Comics: Thor») — обмежена серія коміксів, що публікувалась американським видавництвом Marvel Comics, яка дебютувала у жовтні 2010 року. Події серії мальописів розгортались в альтернативному всесвіті Ultimate Marvel. Комікс заснований на Торі, герої германо-скандинавській міфології. Серія була написаний Джонатаном Гікманом з художником Карлосом Пачеко. В одному з інтерв'ю Гікман повідомив, що серія буде приквелом до обмеженої серії Марка Міллара «The Ultimates»,
| «Він починається багато віків тому, в давні часи містичного Асґарду, і, так, переносить нас до початку [першого випуску] «The Ultimates». Якщо я добре виконаю свою роботу, це повинно поєднуватися з усім тим, що ми бачили до цього моменту про Абсолютного Тора»[2]. |
У серії також дебютує Абсолютний Барон Земо, розширюються рамки скандинавської міфології та змальовуються події Раґнарока.

## Історія публікації
«Ultimate Comics: Thor» публікувався в період з грудня 2010 по квітень 2011 років. Серія складалась з 4 випусків.

## Колекційні видання
| Назва                | Випуски                   | Кількість сторінок | Дата випуску  | ISBN                              | Примітки |
| -------------------- | ------------------------- | ------------------ | ------------- | --------------------------------- | -------- |
| Ultimate Comics Thor | Ultimate Comics Thor #1-4 | 112 с.             | 5 жовтня 2011 | ISBN 0785151885 та 978-0785151883 | [ 3 ]    |